# Caseosaurus
Caseosaurus is een geslacht van uitgestorven reptielen, behorend tot de Dinosauriformes, dat tijdens het Laat-Trias leefde in het gebied van het huidige Noord-Amerika.

## Vondst en naamgeving
In 1921 voerde paleontoloog Ermine Cowles Case opgravingen uit in Crosby County in Texas. In 1927 beschreef hij een aantal van de toen gevonden fossielen. Tegelijkertijd meldde hij dat er in de verzameling van het University of Michigan Museum of Paleontology zich een darmbeen bevond dat hij kort beschreef. Hij zag het als een mogelijk bot van Coelophysis.
In 1995 werd het darmbeen door Robert A. Long aangewezen als een paratype van Chindesaurus.
In 1998 echter, benoemden en beschreven Adrian P. Hunt, Spencer George Lucas, Andrew B. Heckert, Robert M. Sullivan en Martin Lockley op basis van het darmbeen de typesoort Caseosaurus crosbyensis. De geslachtsnaam eert Case als ontdekker. Men liet in het midden of Case het fossiel zelf opgegraven had of slechts aangetroffen in de museumverzameling. De soortaanduiding verwijst naar de herkomst uit Crosby County.
Het holotype UMMP 8870 is gevonden in een laag van de Tecovasformatie die dateert uit het Carnien. Het bestaat uit een rechterdarmbeen. Een flink stuk ervan is uit de bovenrand gebroken maar verder is het redelijk compleet.
De benoeming als aparte soort bleef niet onomstreden. In 2004 wees Max Langer het bot weer toe aan Chindesaurus en dat bleef lange tijd de gebruikelijke interpretatie. In 2018 echter beschreef Matthew Baron de soort opnieuw, deze als geldig beschouwend. In 2019 stelde een studie dat alleen zijn holotype aan Chindesaurus was te verwijzen en dus het holotype van Caseosaurus niet.
In 2007 werd erop gewezen dat specimen NMMNH P-35995, in 2000 toegewezen aan Eucoelophysis, sterk op UMMP 8870 lijkt.

## Beschrijving
Caseosaurus heeft een geschatte lichaamslengte van 2,2 meter. Het gewicht is zo hoog geschat als vijftig kilogram maar in 2024 kwam Gregory S. Paul niet hoger dan tien kilogram. Het darmbeen heeft een lengte van 141 millimeter.

## Fylogenie
In 1998 werd Caseosaurus in de Herrerasauridae geplaatst, gezien als basale Theropoda. In 2018 vond Baron Caseosaurus in de Herrerasauria maar buiten de Dinosauria, dus als basaal lid van de Dinosauriformes.